# Scaphyglottis amparoana
Scaphyglottis amparoana é uma espécie de orquídea epífita, família Orchidaceae, que habita a Costa Rica e o Panamá.